# 子音
子音（、英: consonant）は、言語音の一種である。しおんとも読み、C とも略記される。

## 概要
母音のように気道が開放されることはなく、舌、歯、唇または声門で息の通り道を完全に、または部分的に閉鎖したり通り道を狭くしたりして発音する。無声音と有声音とがある。子音が連続する場合には二重子音・三重子音と呼ぶ。子音は母音の対立概念である。
なお、以下で用いる「音（おと）」という記述は「音声」、「音声要素」または「単音」を指す。単音は、音声学における最小の音声単位であり、特定言語を母語とする話者が弁別するか否かとは無関係に定義される。

## 定義
子音は調音音声学の観点から「口の中で空気の流れを妨害することによって発する音」と定義される。
音韻論では子音を言語依存の音素により分類・定義する。言語依存であるため話者・研究者により見解が異なりうる。本項ではこちらではなく、調音音声学の定義に則る。

## 調音的属性

### 気流
子音は様々な気流から作られており、気流は子音の調音的属性を構成する。
ヒトは様々な気流機構を有する（詳細・一覧は 気流機構#種類 を参照）。子音生成時にはこれらが生む多様な気流が用いられており、気流は子音の1属性となっている。子音で最も一般的なものは肺呼気流（肺臓子音）であり、非肺臓子音では声門呼気流（放出音）、声門吸気流（入破音）、舌吸気流（吸着音）などが用いられる。
放出音はアメリカ-インディアンの諸言語、チェルケス語、グルジア語などのコーカサス系諸言語およびハウサ語をはじめとするアフリカの諸言語に認められる。入破音はアフリカ南部の諸言語、ベトナム語などに認められ、吸着音はアフリカ南部の諸言語においては母音と共に用いられる他、音素としては認められる事が少ないものの、舌打ちとして多くの言語に観察される。

### 方法
調音方法

気流の妨害度

阻害音
破裂音
破擦音
摩擦音
共鳴音
ふるえ音
はじき音
接近音

気流の通路
中線音
側面音
口蓋帆の状態
口音
口鼻音
鼻音
気流機構
肺臓気流
吸気音
呼気音

非肺臓気流
放出音
入破音
吸着音

▶ 調音部位

子音には様々な調音方法があり、調音方法は子音の調音的属性を構成する。
調音方法には閉鎖によるものと狭めによるものがあり、閉鎖では完全閉鎖による破裂音・破擦音、部分的あるいは瞬間的に閉鎖して発するふるえ音・はじき音、狭めでは呼気が摩擦する音を伴わせて発する摩擦音、息の摩擦音を伴わない程度に声道を狭めて発する接近音がある。また完全閉鎖の際に口蓋帆を下げて、呼気を鼻に抜くと鼻音となり、狭めの際に空気の抜け道を中央ではなく、側面に作ったものは側面音と呼ばれる。

### 部位
調音部位

唇音
両唇音
唇歯音
舌頂音
舌尖音 / 舌端音
舌唇音
歯間音
歯音
歯歯茎音
歯茎音
後部歯茎音
そり舌音
歯茎硬口蓋音
舌背音
硬口蓋音
軟口蓋音
口蓋垂音
咽喉音
咽頭音
喉頭蓋音
声門音
二重調音
両唇軟口蓋音

▶ 調音方法

子音は様々な調音部位で調音を受けて作られており、調音部位は子音の調音的属性を構成する。
ヒトは様々な調音器官を有する（詳細・一覧は 調音部位#調音器官 を参照）。子音生成時にはこれらが様々に配置されており（リストを参照）、調音部位は子音の1属性となっている。

### 緊張
子音には筋緊張の有無（テンス/ラックス）があり、緊張は子音の調音的属性を構成する。
テンスによる子音を硬音（fortis, 強子音）、ラックスによる子音を軟音（lenis, 弱子音）という。
同じ調音部位や調音方法の子音であっても緊張により弁別する言語がある。例えば、朝鮮語の破裂音は喉頭の緊張を伴うか伴わないかで意味が弁別され、さらに帯気音であるかそうでないかによっても意味が弁別される。この2種類の基準により子音が3つの系統に分類されている。

### 持続
子音には様々な持続長があり、持続は子音の調音的属性を構成する。
持続時間の長い子音を長子音、短いものを短子音という。長子音は、例えば、破裂音であれば、閉鎖の持続時間が短子音よりも長く、摩擦音であれば摩擦の持続時間が短子音よりも長い。
同じ調音部位や調音方法であっても継続長により弁別する言語がある。例えばイタリア語・アラビア語・フィンランド語・日本語などが挙げられる。音素文字をもった言語では長子音は子音字母を2つ重ねるなどして表記されることが多い。日本語の場合、促音および鼻音に先行する撥音が長子音の前半部分を表し、次のモーラの頭子音と合わせて長子音を構成している。このため子音の長さで意味を弁別しない母語をもった日本語学習者は「居た」と「言った」、「みな」と「みんな」、「波紋」と「反問」、「かご」と「看護」などを弁別するのが困難である。

### 発声・気
気流の通り道である声道の最初の障害となるのは喉頭部にある声帯であり、声帯の気流に対する働きを発声という。子音は声帯振動（いわゆる「声」）をともなう有声音と声帯を震わせない無声音の2つに大きく分類される。
子音には有声の子音（有声音）と無声の子音（無声音）がある。ごく大まかな定義として、有声の子音は声帯振動を伴う子音であり、無声の子音は声帯振動を伴わない子音であると言ってよいが、破裂音および破擦音の場合は、後述するように異なる言語や方言の話者間で微妙な認識の差異が見られるため、厳密な定義は言語や方言ごとに少しずつ異なると考えるほうがよいと思われる。破裂音、破擦音、摩擦音および側面摩擦音には有声音と無声音がある。無開放閉鎖音はそもそも音を発しないので無声音である。その他は、通常、有声音のみとされるが、はじき音およびふるえ音は無声的な発音も可能であり、実際にそのように発音されることがある（フランス語やドイツ語の音節末、特に無声音の前の R 音など）。

#### 発声と調音の時間的なタイミング
子音の後に母音が続く場合、その子音が有声音であるか、無声音であるか、さらには、有気音であるか無気音であるかは、その子音の閉鎖または狭窄が開放されてから、それに前後して声帯振動が開始されるまでの相対時間、即ち声の出だしの時間（VOT, Voice onset time, 負の値もあり得る）によって弁別される。ただし、破裂音または破擦音の場合は、日本語には有声音と無声音の対立概念はあるが、有気音と無気音の対立概念は存在しない（実際にそれぞれの発音がないという意味ではない）。逆に中国語（北京語など）には有気音と無気音の対立概念はあるが、有声音と無声音の対立概念はないなどの各言語や方言による音韻体系の違いがある。ただし、厳密に言えば、日本語にあるのは清音と濁音の対立概念であって、これは有声音と無声音の対立概念とは完全には一致しない。
また、言語や方言によって有声音と無声音を弁別する基準となる VOT が異なるため、異なる母語や方言の話者間で、さらには同一母語や方言の話者間であっても、その言語教育や言語環境の違いによって、これらの有声音、無声音、有気音、無気音の区別・認識や発音の可否および区別・認識や発音の仕方に微妙な違いがある。

##### Voice Onset Time
Voice Onset Time（VOT）は子音における雑音源開始から声帯振動開始までの遅れ・時間差である。ミリ秒で表現され、雑音源先行が正の値、声帯振動先行が負の値で定義される。
ある種の言語ではVOTによる音素の弁別（対立）がおこなわれる。例えば日本語における「た /ta/」と「だ /da/」は VOT +15~+20 msec を境界として二値的に弁別される。

## 聴覚的属性
摩擦がなく、母音のように長く引き伸ばして発音できる子音、即ち鼻音である[m][n][ŋ]や側音である[l]やある種の[r]など、狭義には、[l]とある種の[r]を流音（りゅうおん:liquid）と呼称することがあるが、この用語は単なる聴覚印象によって命名された慣用にすぎず、現在の音声学では用いられていない。

## 分類

### 閉鎖による調音
口と鼻の両方の声道を完全に閉鎖し、内部の気圧を高めた後、それを開放して出す音は破裂音および破擦音、口と鼻の両方の声道を完全に閉鎖した後、開放せず無音を保つ状態は無開放閉鎖音であり、その3者をあわせて閉鎖音という。鼻の声道を開放した状態で、口の声道のみを完全に閉鎖したまま、または完全に閉鎖した口の声道を開放しながら出す音は鼻音という。
舌や唇を弾くように、または舌を叩くようにして瞬間的に口の声道を閉鎖して出す音ははじき音およびたたき音、舌、唇または口蓋垂を震わせて口の声道の瞬間的開閉を2回以上反復して出す音はふるえ音という。

### 狭めによる調音
舌先を上顎部につけて口の声道の中央部のみを閉鎖し、舌の両側を開放して出す音は側音、狭めた口腔内や咽頭部、喉頭部、声門を息が通る時の摩擦の音を伴う音は摩擦音および側面摩擦音である。いわゆる「声」は声帯の振動音であって、声門摩擦音ではない。
鼻の声道の閉鎖の有無を問わず、部分的にも瞬間的にも一切口の声道の閉鎖を伴わず、口腔内の上下の調音器官の間隔は狭いが摩擦音を伴わない有声音は接近音である。ある程度以上に持続する接近音は狭母音である。鼻の声道の閉鎖の有無を問わず、部分的にも瞬間的にも一切口の声道の閉鎖を伴わず、口腔内の上下の調音器官の間隔が狭母音より広くて摩擦音を伴わない有声音と狭母音を合わせて母音という。
ごく短い接近音に母音が続く場合、接近音の構えから後ろの母音に至るときに、瞬間的に発せられる接近音の部分は子音として認識され、これを半母音という。持続部がなく移行していく部分が重要なのでわたり音とも呼ばれる。言語によっては母音の後にごく短く発音される特定の接近音も、この範疇に含める。
英語の work の/r/のように持続部があり、狭めがやや広く摩擦が起こらず調音される無摩擦継続音も、また、race の /r/ のように持続部がなく、すぐに後ろの母音に移っていく無摩擦音も共に接近音である。子音の定義を統一的な定義とするならば、接近音はその持続部は母音で、その後に別の母音が続く場合、その移行する瞬間の部分が子音として認識されるといえる。

### 体系的分類
調音様式・調音部位・発声・気音といった属性の組み合わせで子音は体系的に分類できる。
国際音声記号 (IPA) では、子音の名称を発声+調音部位+調音方法（気流の通り道 + 気流の妨害の度合い + 口蓋帆の状態）の順番で記述することになっている。例えば、
- [p] - 無声 + 両唇 + 破裂 + (口)音（無声両唇破裂音）
- [l] - (有声) + 歯茎 + 側面 + 接近 + (口)音（歯茎側面接近音）
- [j] - (有声) + 硬口蓋 + (中線)+ 接近 + (口)音（硬口蓋接近音）
- [ŋ] - (有声) + 軟口蓋 + (破裂)+ 鼻音（軟口蓋鼻音）

ここで中線音と口音、対応する無声音のない有声音、鼻音の前の破裂音は省略されるのが通常である。

子音
|          | 両唇 | 両唇 | 唇歯 | 唇歯 | 歯  | 歯  | 歯茎 | 歯茎 | 後部歯茎 | 後部歯茎 | そり舌 | そり舌 | 硬口蓋 | 硬口蓋 | 軟口蓋 | 軟口蓋 | 口蓋垂 | 口蓋垂 | 咽頭  | 咽頭 | 声門 | 声門 |
| 破裂     | p    | b    | (p̪)  | (b̪)  | (t̪) | (d̪) | t    | d    |          |          | ʈ      | ɖ      | c      | ɟ      | k      | ɡ      | q      | ɢ      | ( ʡˤ) |      | ʔ    |      |
| 鼻       | (m̥)  | m    | (ɱ̊)  | ɱ    | (n̪̊) | (n̪) | (n̥)  | n    |          |          |        | ɳ      |        | ɲ      |        | ŋ      |        | ɴ      |       |      |      |      |
| ふるえ   | (ʙ̥)  | ʙ    |      |      |     |     | (r̥)  | r    |          |          |        |        |        |        |        |        |        | ʀ      |       |      |      |      |
| はじき   |      | (ⱱ̟)  |      | ⱱ    |     |     |      | ɾ    |          |          |        | ɽ      |        | (ɟ̆)    |        |        |        | (ɢ̆)    |       | (ʡ̆)  |      |      |
| 摩擦     | ɸ    | β    | f    | v    | θ   | ð   | s    | z    | ʃ        | ʒ        | ʂ      | ʐ      | ç      | ʝ      | x      | ɣ      | χ      | ʁ      | ħ     | ʕ    | h    | ɦ    |
| 側面摩擦 |      |      |      |      |     |     | ɬ    | ɮ    |          |          |        |        |        |        |        |        |        |        |       |      |      |      |
| 接近     |      | (β̞)  | (ʋ̥)  | ʋ    |     |     | (ɹ̥)  | ɹ    |          |          |        | ɻ      |        | j      |        | ɰ      |        |        |       |      |      |      |
| 側面接近 |      |      |      |      |     |     | (l̥)  | l    |          |          |        | ɭ      |        | ʎ      |        | ʟ      |        |        |       |      |      |      |

| 吸着 | ʘ  | ǀ    | ǃ  | 𝼊   | ǂ  | ǁ  | (ʞ)  |    |
| 入破 | ɓ  | ɗ̪    | ɗ  | (ᶑ) | ʄ  | ɠ  | ʛ    |    |
| 放出 | pʼ | (t̪ʼ) | tʼ | ʈʼ  | c’ | kʼ | (qʼ) | sʼ |

| 同時調音 | ʍ    | w    | ɥ    | ɕ    | ʑ    | ɧ    |
| 同時調音 | (k͡p) | (k͡p) | (ɡ͡b) | (ɡ͡b) | (ŋ͡m) | (ŋ͡m) |

| 喉頭蓋音 | ʜ | ʢ | ʡ |

| 舌唇音 | (t̼) | (d̼) | (n̼) | (θ̼) | (ð̼) |

| その他側面音 | ɺ | (ɭ̆) | (ɫ) |

| 破擦音 | p͡ɸ | b͡β | p̪͡f | b̪͡v | t͡θ | d͡ð | t͡s | d͡z | t͡ʃ | d͡ʒ | ʈ͡ʂ | ɖ͡ʐ | t͡ɕ | d͡ʑ | c͡ç | ɟ͡ʝ | k͡x | ɡ͡ɣ | q͡χ | ɢ͡ʁ | t͡ɬ | d͡ɮ | ʔ͡h |  |
国際音声記号 - 子音 

以下、各発音分類の下に各子音を構音器官分類 --- (1)両唇音 (2)唇歯音 (3)歯音 (4)歯茎音 (5)後部歯茎音 (6)そり舌 (7)前部硬口蓋音 (8)硬口蓋音 (9)軟口蓋音 (10)口蓋垂音 (11)咽頭音 (12)声門音 --- の順に列挙。
唇歯音は共通日本語にはない。硬口蓋化舌歯音は共通日本語では「ニ」を含む「ニャ」行音のみである。そり舌音は一部の日本語での「ラ」行音のみであるが、これを /r/ のほかに、有声破裂音の /dr/ で発音することもある――そり舌音は中国語に多く見られる。

#### 閉鎖音・破裂音
閉じて内部の気圧を高めた後、一気に開いて息を吐き出すときに発生する音を破裂音と呼ぶ。

##### 無声破裂音
[ p t ʈ c k q ʔ ]
この音を単独で出す場合は、唇、歯、舌などで口呼吸を完全に止めた後、それを開くと同時に声を伴わずに息を瞬間的に勢いよく出す。この音の後に母音などの声帯音が続く場合は、英語母語話者では閉鎖を開いた後、通常0.06秒経ってから声帯振動が始まり、スペイン語および日本語母語話者では開放前0.03秒程度で声帯振動が始まる。これ以前に声帯振動が始まる場合は、それぞれの話者は有声破裂音との区別ができないか、または有声破裂音と認識する。東北日本の方言では、語頭以外での無声破裂音の声帯振動開始時間が、共通語に比較して早いため、しばしば共通語話者には有声破裂音のように聞こえる。多くの中国語方言（北京語）には無声破裂音と有声破裂音の区別がないので（気音の有無で弁別）、中国語（北京語）などの母語話者には無声破裂音と有声破裂音を識別することはできないか、または非常に困難である。
- p, t, k [p, t, k]: 日本語のパ行、「タ」「テ」「ト」、カ行の子音。
- Ty [c]: ハンガリー語に現れる。hattyú「白鳥」の ty の音。
- ? [ʔ]: 閉じた声門を開きながら息を発する。

##### 有声破裂音
[ b d ɖ ɟ ɡ ɢ ]
唇、歯、舌などを使って口呼吸を完全に止めた後、それを開くと同時に瞬間的な勢いある息を伴って出す声。英語母語話者の場合は、通常、閉鎖開放後0.00秒程度で（すなわち開放と同時に）声帯振動が始まり、スペイン語および日本語母語話者の場合は、開放前0.12秒程度で声帯振動が始まる。これより遅く声帯振動が始まる場合は、それぞれの話者は無声破裂音との区別がつかないか、または無声破裂音と認識する。東北日本の方言では、語頭以外での有声破裂音の声帯振動開始時間が、共通語に比較して早いため、しばしば、共通語話者には有声破裂音の前にごく短い鼻音「ン」がついている（前鼻音閉鎖口音）ように聞こえる。
- b, d, g: 日本語の語頭のバ行、「ダ」「デ」「ド」、ガ行はこの音で発音されることが多い[要出典]。有声摩擦音の Bh, Dh 、鼻音の [ŋ] 参照。

##### 無開放
閉鎖の後、開放せず無音状態になる子音を無開放閉鎖音または内破音と呼び、これは日本語、英語、ドイツ語、朝鮮語、広東語、閩南語、タイ語、インドネシア語、マレー語などに見られる。日本語の場合では、「勝った」の「っ」に見られるように後ろに閉鎖音を伴う促音（そくおん）が声道閉鎖後に無音となる無開放閉鎖音であり、「アッ!」や「ハーッ?」の「ッ」のような語尾の促音も声門を閉鎖する無開放閉鎖音であることが多いと思われる。ただし、後続子音を伴う促音は無開放閉鎖音と考えるより、むしろ、下記「長さ」の項で述べるように後続子音とともに長子音を構成すると考えるほうがより合理的と思われる。そのほうが後続子音が摩擦音である場合を含めて促音を統一的に説明できるからである。

#### 破擦音
同じ調音部位または隣接する2つの調音部位で破裂音と摩擦音が同時に一つの音として発せられる場合、これを破擦音といい、破裂音に摩擦音を伴わせることを破擦化と呼ぶ。破裂と摩擦の起こる調音部位が同一の破擦音には [p͡ɸ], [b͡β], [t͡θ], [d͡ð] など、隣接するものには [p͡f], [b͡v], [t͡s], [d͡z] などがある。前者の破擦音は日本語の音韻体系にも、また英語、ドイツ語、フランス語、イタリア語、スペイン語など西欧諸国言語の音韻体系にもその一部（英語の eighth, ninth, and the, in the など）を除いては存在せず、また短く発音した破擦音がその元になった破裂音を強く発音したときとほとんど同じになるため、これらを母語とする話者の多くは [p͡ɸ] と [p], [b͡β] と [b], [t͡θ] と [t], [d͡ð] と [d] などは弁別が困難である。後者の場合の破擦音とその元になった破裂音との弁別は、上記各言語を母語とする話者にとって、前者の場合よりは比較的に容易であるが、日本語を母語とする話者にとっては、日本語の音韻体系に [p͡f], [b͡v] がないため、[p͡f] と [p], [b͡v] と [b] の弁別は困難であり、また日本語の音韻体系に [tu], [ti], [du], [di] の音節がないため [t͡su], [t͡si], [d͡zu], [d͡zi] との弁別が困難なことがある。
( Pf ; Ts Dz; T∫ Dzh)
- Pf: ドイツ語の Pfeife, Kopf の pf の音。
- ts, ʧ: 上下の歯を閉じ、舌先を上歯茎に密着して息を完全に止めてから発音するツァ行、「チ」を含むチャ行の音。
- dz, dZ [dz, dʒ]: 上記の有声音。日本語のヅァ行、ヂャ行の子音。「ヅァ」「ヂャ」は通常「ザ」「ジャ」と表記されるが、ここでは同じ破擦音の「ツァ」「チャ」を有声化した音であるので、摩擦音と区別するため、あえて「ヅァ」「ヂャ」の表記にした。英語の friends の ds 、bridge の dge の音。日本語では語頭のザ行音、ジャ行音は、一般にこれらの音で発音されることが多い[要出典]。有声摩擦音の z, Z 参照。

#### 摩擦音

##### 無声摩擦音
[ ɸ f θ s ʃ ʂ ɕ ç x χ ħ h ]
唇、歯、舌などで口からの息を狭めたところを通過して、声を伴わずに出す息の音。
- [ɸ, s, ɕ, h]: 日本語のファ行 [φ~hw] 、「シ」を除くサ行、「シ」を含むシャ行（英語より舌が前進、普通話ピンインの x）、「ハ」「ヘ」「ホ」の子音。
- [f]: 英語の father, fill の f の音。
- [θ]: 英語の thank, thingの th の音。
- [ç]: ドイツ語の nicht, Mädchen の ch の音、日本語の「ヒ」を含むヒャ行の子音。
- [x]: ドイツ語の Buch, Tochter の ch の音。

##### 有声摩擦音
[ β v ð z ʒ ʐ ʑ ʝ ɣ ʁ ʕ ɦ ]
唇、歯、舌などで口呼吸の通り道を軽く閉じ(つまり接近させ)、その閉じた隙間を通過して出す声。破裂音の音は持続できないが、摩擦音は持続できる音である。日本語の一部の音素では有声摩擦音と有声破擦音の区別がないので、日本語母語話者にはこの二つは酷似して聞こえ、識別しにくい。
- Bh [β]: スペイン語の labo, favor の b,v の音。
- v: 英語の vacation, visit の v の音。
- Dh [ð]: 英語の that、this の th の音。
- z: 上下の歯を閉じ、舌先を歯裏にも硬口蓋にも付けずに発音する「ジ」を除くザ行英語の zoo の z の音。日本語の語頭以外のザ行、ジャ行はこれらの音で発音されることが多い[要出典]。
- Z [ʒ]: 同上の「ジ」を含むジャ行の子音。pleasure の s の音。フランス語の jour のjの音。ポルトガル語のjogoのjの音。ジャ行の音を単独で発音すると有声破擦音の Dz, Dj になる。有声破擦音の Dz, Dj 参照。
- R [ʁ]: r の項を参照。

#### 有気音
破裂音および破擦音に母音が続く場合、閉鎖開放から声帯振動の開始までの間に比較的長い気音（息の音）や無声摩擦音を伴うことがあり、これを有気音という。中国語の有気音や朝鮮語激音などでは、無声破裂音と無声破擦音の有気音が音韻体系化されており、上記の「声」より「気」の有無のほうが重要である。英語やドイツ語にも無声破裂音や無声破擦音に有気音があり、日本語の場合も語頭や語気を強めて発音する無声破裂音や無声破擦音が有気音になることがあるが、これらは音韻体系として確立したものではない。無声音だけでなく有声音にも有気音の体系を持つ言語（ヒンディー語など）も少数ながらある。

#### 鼻音
口の声道を閉じて鼻の声道のみを開放して出す鼻音に対して、子音・母音を問わず鼻の声道を閉じて、口の声道のみを開放して出す音は口音という。口のほかに、鼻の声道も開放して出す音は鼻音化した口音である。子音の中で、摩擦音、側音および半母音は、口から子音を発している間に鼻の声道も開放することにより鼻音化できる。ただし、無声摩擦音の場合は、鼻音化できても、それを認知することは困難である。破裂音、破擦音などの閉鎖音は、口の声道と同時に鼻の声道も閉鎖する音であり、これを鼻音化するのは口の声道を閉じたまま鼻の声道のみを開放することになるので、結果は鼻音化した口音ではなく、鼻音そのものになる。なお、いわゆる鼻声で発音する破裂音や破擦音は子音が鼻音化しているのではなく、後続の母音が鼻音化している状態である。
広義では流音に含める。
(M; N; Gn; Ng; Ngy)
口腔内の器官を閉鎖し、軟口蓋を下げ、気道から鼻腔を開ける。普通有声である。この音で終わる場合は、唇、舌などで完全に閉鎖し、鼻から声を出す。この音の後に母音などが続く場合は、唇、舌などで口呼吸を完全に止めて、鼻から声を出したまま唇や舌をゆっくり離し、口から勢いよく息が出ないようにして声を出す。「鼻腔共鳴」を伴う。これは、一種の楽音としての性質を持つ。
- m: 日本語のマ行の音。
- n: 「二」を除くナ行の音。
- gn [ ɲ]: 「ニ」を含むニャ行の子音。フランス語やイタリア語の gn 、スペイン語の ñ の音。
- ŋ, ŋʲ: 日本語の語頭以外の「ギ」を除くガ行、「ギ」を含むギャ行（上記の gn に限りなく近づく）はこの音で発音される（鼻音化）ことが多いが、近年[いつ?]、若年層を中心に語頭以外でも鼻音化せず、有声破裂音の G, Gy または有声摩擦音の Gh, Ghy で発音されることが多くなった[要出典]。――ガ行の音を単独で発音すると有声破裂音の G になる。有声破裂音の G 参照。
- N [ɴ]: 口蓋垂鼻音。「後舌母音+<ん>」や、「ん」単独、返答の「うん」の省音化したものがこれである（「音素」表記法で、全ての「ん」および母音と /w/, /y/ の前、文末の「ん」を表す記号に用いる）

鼻音 (nw; -; -; -; n; -; -; -; nr; -; ng; -; -)
- 口と鼻の両方から同時に出す声。これに含まれる音は鼻母音と一致または類似した音である。
- nw, n, nl, ng: 「緩和」、「原野」、「関連」、「勘案」発音時の「ン」とその周辺の音。「関連」は「ン」に続く「レ」音の子音が l になる場合が多い[要出典]。

#### ふるえ音・顫動音
(R音) (Bb; Rr; -; Rgh; -; -)
- Bb, Rr: 唇、舌を振動持続させる。
- r: 硬口蓋に密着した舌の左右から息・声が出ない状態から舌を離しながら発声する「ラ」行音の子音。「ダ」に近い「ラ」音。日本語では、語頭のラ行音は、これらの音で発音されることが多い[要出典]。半子音(流音)の R 参照。
- rr: 巻き舌音。スペイン語の「rr」と語頭の「r」の音。
- R [ʁ]: 口蓋垂音。フランス語の r の音（パリのR音）。
- r: 舌先で上位器官(前のほう)に触れ、舌をはじきながら発声する、「ラ」行音の子音。日本語では、語頭以外のラ行音は、これらの音発音されることが多い[要出典]。上記の r 参照。
- r\: 英語に現れる舌先を歯茎に接近させて発音する R の音。

#### 側面接近音・側音
側面接近音: [l ɭ ʎ ʟ]
- l: 舌を上位器官に押し付け、その両側から呼気を出す。
- [ʎ]: イタリア語の figlio の gli 、スペイン語の paella（[paˈeʎa], パエリャ）の ll の音。スペイン語の ll は有声摩擦音の [ʝ], [ʑ] または有声破裂音の [ɟ] に発音されることもある[要出典]（ll を参照）。日本語の「リ」を含むリャ行子音がこれになることもある[要出典]。
  - l と r: 日本語では基本的に L と R の区別はない。また、ラ行音を発音する時、舌先を強く上顎前方に瞬間的に触れてはじくので、l との違いがわかりにくい[要出典]。そのためか、日本語母語話者の多くは l と r の識別ができない[要出典]。

#### 接近音・半母音
(W; j; y; r)
- w:「わ」の子音（W参照）。
- j: 日本語のヤ行子音。
- H [ɥ]: フランス語の u（+母音）。

- 「硬口蓋化」、もしくは単に「口蓋化」は「副次調音」を参照。

## 音節との関係
通常は子音だけで音節を構成せず、1個の母音を音節の主体、即ち音節主音にしてその母音単独で、あるいはその母音の前後に1個または複数個の子音を組み合わせて音節を構成する。ただし聴覚音声学に基づく場合、鼻音や側音などのように比較的「きこえ度」（ソノリティー）の高い子音を音節主音にしてその子音単独で、あるいはその子音の前後に1個または複数個の、より「きこえ度」の低い子音を組み合わせて、母音なしで音節を構成することがある。このように音節主音になり得る比較的に「きこえ度」の高い子音を「音節主音的な子音」または成節子音という。
なお、1語中の音節の切れ目は、通常1語中で前後に比較して「きこえ度」が低くなるところ、即ち「きこえ度」の谷の谷底を構成する音声要素（群）の直前、間（「きこえ度」の谷底を構成する音声要素が1個の場合を除く）または直後にある。この場合、1語中に「きこえ度」の谷が2箇所以上あれば、当然、音節の切れ目も2箇所以上となる。ただし、2個の音節主音が直接連続する場合は「きこえ度」の谷がなくても、その2個の音節主音の間が音節の切れ目になる。

### 基幹子音
子音と母音の位置関係は通常、英語の様に少ない母音に複数の子音が付いているか、日本語やスペイン語の様に子音と母音がほぼ交互に来るかのいずれかと思われがちだが、単語の基本となる語根が子音のみで構成されていて、品詞や活用変化にあわせて母音を差し込む方法も存在する。
これはアラビア語等にも見られるが、インド・ヨーロッパ祖語もそうだったと考えられており、比較的古いスラヴ語派では vlf の様に子音のみの単語が存在したり、母音が無い時に母音に近い性質を持つ、[m], [n], [l], [r] 等が母音の役目をする事がある。この場合子音の下に [ -̩ ] を付けて表す。

## 日本語の子音

### 五十音と子音
五十音では、似た子音を持つ仮名が、ひとつの行を構成する。また、濁点は原則として仮名の無声子音を有声化する記号である（この例外は、はを参照）。

### 日本語の子音の分類
以下の音素はヘボン式ローマ字の書き方による
- 無声子音
  - 狭義の清音の頭子音
    - 無声破裂音 /k, ky, t, p, py/
    - 無声破擦音 /ch, ts/
    - 無声摩擦音 /s, sh, h, hy/
- 有声子音
  - 広義の清音（狭義の清音を除く）の頭子音および撥音
    - 鼻音 /n, ny, m, my/（ヘボン式ローマ字表記および音素では区別されないが、/n/ で表される撥音「ん」はさまざまな音価を持ち、[n], [ɲ], m, [ŋ], その他の異なる調音部位の鼻音に発音されるほか、鼻音化された側面接近音や鼻母音に発音されることもある）
    - 半母音 /y, w/
    - はじき音、側面接近音または有声破裂音 /r, ry/

  - 濁音の頭子音
    - 有声破裂音または有声摩擦音 /d, b, by/
    - 有声破裂音、有声摩擦音または鼻音 /g, gy/
    - 有声破擦音または有声摩擦音 /z, j/

### 濁音
日本語の濁音の頭子音は、話者にもよるが、一般に語頭および撥音の後では破裂音または破擦音に、撥音の後を除く語中または語尾では摩擦音に発音されることが多い（時期:ジキ→記事:キジ、動作:ドウサ→作動:サドウ、看板:カンバン→鞄:カバン）。少なくとも、撥音の後を除く語中・語尾の濁音は、語頭および撥音の後に比べればその閉鎖と破裂の度合いが弱まり、摩擦音に近くなる傾向がある（一部の方言では、前鼻音化により、語中・語尾の濁音が語頭の濁音より逆に閉鎖と破裂の度合いが強くなることがある）。ただし、ガ行音の場合、通常、語頭では破裂音に発音されるが、撥音の後では話者により鼻音（=鼻濁音）に発音される場合と破裂音に発音される場合があり、また、撥音の後を除く語中または語尾では鼻音に発音される場合と破裂音あるいは摩擦音に発音される場合がある（学習:ガクシュウ、見学:ケンガク、科学:カガク）。

### 「ン」の発音
日本語の「ン」は逆行同化により、後続音が口の声道を完全に閉鎖する子音（閉鎖音、鼻音）の場合は、販売→ハンバイ、案内→アンナイ、関連→カンレン(この場合の「レ」は舌の先から側面まで上あごに密着して発音する)、関係→カンケイ、建議→ケンギに見られるように、後続音の調音部位に従って [m], [n] [ŋ], [ɴ] などの鼻音になる。後続音が側音の場合には、関連→カンレン(この場合の「レ」は舌先を軽く上あごにつけて発音する)のように、鼻音化した側音になる。また、後続音が摩擦音、はじき音、半母音または母音である場合には、撥音は同様に逆行同化して、観察→カンサツ、関連→カンレン(この場合の「レ」ははじき音に発音する)、緩和→カンワ、恋愛→レンアイのように、後続音と同じ調音部位の鼻音化した母音、即ち鼻母音になる。なお、この鼻母音は、通常の「ン」が鼻音、即ち子音であるため、子音の一種、即ち鼻音化した半母音と誤解されやすいが、上記の「狭めによる調音」の半母音の定義に従えば子音の範疇には含まれず、母音の一種の鼻母音である。むしろ、撥音が逆行同化した鼻母音になると同時に、後続の子音または半母音は進行同化 (progressive assimilation) して鼻音化されるが、それと同様に、後続音が母音である場合には、その母音の音頭でその調音位置の上下の間隔が狭められると同時に鼻音化して、恋愛→レン・ンアイ、田園→デン・ンィエンなどのように、母音の前にその母音に逆行同化する鼻音化した半母音が付加(挿入)されることもある。